# هنر زندگی
هنر زندگی (اسپانیایی: El arte de vivir‎) یک فیلم است که در سال ۱۹۶۵ منتشر شد. از بازیگران آن می‌توان به خوان لوئیس گالیاردو، لولا گائوس، مانوئل سومرس و خوزه ماریا پرادا اشاره کرد.
این فیلم در پانزدهمین جشنواره بین‌المللی فیلم برلین به نمایش درآمد.